# Giacomo Gaglione
Giacomo Gaglione (Marcianise, 20 de julio de 1896-Capodrise, 28 de mayo de 1962) fue un laico católico italiano, miembro de la Orden Franciscana Seglar, fundador del Apostolado del Sufrimiento. El 3 de abril de 2009 fue declarado venerable por el Papa Benedicto XVI y la Congregación para las Causas de los Santos ha abierto el proceso de beatificación.

## Biografía
Nació en Marcianise, en la provincia de Caserta de una familia acomodada. Era el mayor de diez hermanos. A la edad de dieciséis años, de junio de 1912, justo cuando estaba a punto de graduarse de la escuela secundaria, sintió los primeros síntomas de la enfermedad que lo inmovilizan en la cama con las piernas paralizadas: espondilitis anquilosante. El tratamiento con barro hirviendo, la cirugía, la tracción ortopédica, electroterapia fueron inútiles.
En 1919 se fue al Padre Pío con la esperanza de obtener una cura, pero por el contrario este encuentro lo llevó a aceptar su enfermedad como la misión cristiana. Se convirtió en el hijo espiritual del fraile, quien continuó para guiar y ayudar con el don de la bilocación. En enero de 1921, fue examinado por un médico, para después llegar a ser santos, Giuseppe Moscati y en agosto del mismo año se unió a la Orden Franciscana Seglar, haciendo profesión al año siguiente, tomando el nombre de Francisco, en la veneración de Francisco de Asís.
En agosto de 1929, después de 17 años de inmovilidad, hizo el primero de sus nueve peregrinaciones a Lourdes, una experiencia que más tarde se convirtió en su primer libro: "La peregrinación de un alma.". Allí, fundó el "Apostolado del Sufrimiento", una "hermandad espiritual" para convencer a los enfermos que "son los amados del Señor". La institución encontró el apoyo del obispo de Caserta, monseñor. Gabriele Moriondo, el fundador fue recibido por el Papa Pío XI, quien le caballero "Pro Ecclesia et Pontífice" nombrado, mientras que en noviembre de 1944, el Papa Pío XII lo nombró comendador de la Orden de San Silvestre. Desde 1952 el apostolado tuvo su periódico: Hosts en el mundo. En ese momento lanzó su segundo libro, "En el espejo de mi alma".
El 20 de octubre de 1961 fue lanzado su último libro: "50 años de la cruz para ser capaz de sonreír".
Él murió el 28 de mayo de 1962, el día después de que se celebró el funeral, al que asistieron muchas personas vienen de todas partes de Italia. En 1965, por la voluntad de las autoridades eclesiásticas, el cuerpo fue trasladado a la iglesia parroquial de San Andrés en Capodrise.